# محوطه چشمه گرماب هیروی
محوطه چشمه گرماب هیروی در شهرستان پاوه، بخش مرکزی، روستای هیروی واقع شده و این اثر در تاریخ ۱۱ مرداد ۱۳۸۴ با شمارهٔ ثبت ۱۲۴۵۳ به‌عنوان یکی از آثار ملی ایران به ثبت رسیده است.